# لوسيت متوسط الأوراق
لوسيت متوسط الأوراق (الاسم العلمي:Lecythis mesophylla) هو نوع من النباتات يتبع جنس اللوسيت من الفصيلة اللوسيتية.